# Маквей, Тимоти
Ти́моти Джеймс Макве́й (англ. Timothy James McVeigh; 23 апреля 1968 — 11 июня 2001) — резервист армии США, ветеран войны в Персидском заливе, организатор самого крупного (до событий 11 сентября 2001 года) террористического акта в истории Америки — взрыва  в федеральном здании имени Альфреда Марра в г. Оклахома-Сити 19 апреля 1995 года, унёсшего жизни 168 человек, включая 19 детей младше шести лет. Маквей, симпатизирующий движению ополчения в США, пытался отомстить федеральному правительству за осаду «Маунт Кармел», которая за два года до этого окончилась смертью 82 человек. Заодно он надеялся поднять восстание против федерального правительства, которое называл тираническим. В итоге Маквей был признан виновным в нарушении 11 федеральных законов и приговорён к смертной казни, которая состоялась 11 июня 2001 года. Вместе с ним в заговоре были обвинены Терри Николс и Майкл Фортье.

## Детство
Тимоти Маквей родился в городе Локпорт (штат Нью-Йорк) и был единственным сыном и вторым из троих детей супружеской четы ирландских католиков Уильяма и Милдред «Микки» Норин Маквей (в девичестве — Хилл). Родители развелись, когда мальчику было десять лет, и Тимоти вырос с отцом в Пендлтоне.
Маквей утверждал, что в школе подвергался травле со стороны соучеников и поэтому нашёл убежище в мире фантазий, где по-своему расправлялся с обидчиками. Незадолго до казни он сказал, что правительство Соединённых Штатов состоит из одних хулиганов. Те, кто был близко с ним знаком, помнили Маквея как активного ребёнка в детстве, ставшего в дальнейшем замкнутым подростком.
В средней школе Маквей всерьёз заинтересовался компьютерами и даже взломал правительственные компьютерные системы на своём Commodore 64, используя ник «Странник», позаимствованный из названия песни Диона Димуччи. В выпускном классе Маквея называли «самым многообещающим программистом Центральной старшей школы Старпойнт».
Кроме того, на него произвел сильное впечатление первый контакт с огнестрельным оружием, с которым парня познакомил его дедушка. Маквей, по словам его знакомых, неоднократно говорил, что хочет стать владельцем оружейного магазина, а несколько раз подросток даже приносил оружие в школу, чтобы произвести впечатление на одноклассников. Окончив школу, Маквей проявлял особый интерес к вопросам права на ношение оружия, внимательно изучал Вторую поправку к Конституции Соединённых Штатов. Он также начал читать журналы об оружии, такие как «Солдат удачи». Какое-то время посещал колледж «Bryant & Stratton», пока его не  отчислили.

## Военная карьера
В мае 1988 года Маквей в возрасте 20 лет завербовался в Армию США. Всё свободное время там он посвятил чтению об огнестрельном оружии, взрывчатых веществах и изучению тактики снайпера. В какой-то момент он получил выговор за то, что приобрёл у Ку-клукс-клана футболку «Белая Власть», что было расценено как протест против темнокожих служащих военной базы, которые, как и все на базе в принципе, носили чёрные футболки, которые Маквей посчитал «Чёрной Властью».
Маквей был награждён Бронзовой звездой за участие в Войне в Персидском Заливе. Во время неё он был назначен в 1-ю пехотную дивизию, где был наводчиком в экипаже M2 Брэдли. Перед операцией «Буря в пустыне» Маквей служил в Форте Райли в Канзасе, где окончил первичный курс развития лидерства (PLDC). Позже Маквей скажет, что армия научила его подавлять эмоции. Он прошёл специальную спасательную подготовку и обладал навыками, необходимыми для спасения товарища, получившего опасные для жизни осколочные ранения.
Маквей стремился присоединиться к Силам специального назначения Армии США. После войны в Персидском Заливе он поступил на программу подготовки «Силы специального назначения», но был быстро отчислен из программы из-за низкой успеваемости по физической подготовке. После этого Маквей решил оставить армию. 31 декабря 1991 он был освобождён от обязательств, а в мае 1992 был окончательно уволен в запас.

## Версии
На суде и в письмах Маквей объяснял свои действия местью правительству за события в Руби Ридж в 1992 году и осаду поместья «Маунт Кармел» в 1993 году, когда в огне погибло несколько десятков членов религиозной секты. Полагают также, что он мстил за американского нациста Ричарда Снелла, который был казнён в один день со взрывом Маквея.
Кроме того, есть основания думать, что Маквей был членом ультраправой организации «Гражданская милиция» или, по крайней мере, был связан с движением ополчения.

## Казнь
13 июня 1997 года приговорён к казни посредством смертельной инъекции.
Приговор был вынесен за убийство лишь 8 человек из 168, которые являлись федеральными служащими. Обвинение за остальные 160 смертей находилось в компетенции штата Оклахома, официальные лица которого решили не предъявлять обвинение, поскольку ему уже был вынесен смертный приговор.
Тимоти Маквей был казнён 11 июня 2001 года в федеральной тюрьме в Тер Хот, штат Индиана, это была первая смертная казнь федерального уровня с 1963 года. 10 июня в 13:00 состоялась последняя трапеза — 2 пинты мятного мороженого с шоколадной крошкой. За 2 часа до казни, в 6 утра, Маквея посетил католический священник. Он отказался от последнего слова перед казнью, но сделал письменное заявление — им стало стихотворение Уильяма Хенли «Invictus». Процедура казни началась в 8 утра, в 8:14 была констатирована смерть. Процесс казни транслировался по специальному закрытому каналу в Оклахома-Сити, где за ним наблюдали 232 человека — выжившие в теракте и родственники жертв; непосредственно на месте казни присутствовали 10 представителей жертв, 10 журналистов и адвокаты Маквея. Родственники Тимоти Маквея не присутствовали по его просьбе. После казни тело было кремировано, а прах передан адвокату, который развеял его в неизвестном месте.